# 博瓦隆
博瓦隆（法語：Beauvallon，法語發音：[bovalɔ̃]）是法国罗讷省的一个市镇，属于里昂区。该市镇于2018年由原市镇圣昂代奥勒堡、沙萨尼和圣让德图拉合并而成，行政中心位于圣昂代奥勒堡。

## 地理
博瓦隆（45°35'12"N, 4°41'45"E）面积24.85 平方千米，位于法国奥弗涅-罗讷-阿尔卑斯大区罗讷省，该省份为法国中东部省份，北起顺时针与索恩-卢瓦尔省、安省、里昂大都会、伊泽尔省和卢瓦尔省接壤。
与博瓦隆接壤的市镇（或旧市镇、城区）包括：蒙塔尼、日沃尔、圣罗曼昂日耶、达尔瓜尔、塔尔塔拉、沙巴尼耶尔、莫尔南、圣洛朗达尼。
博瓦隆的时区为UTC+01:00、UTC+02:00（夏令时）。

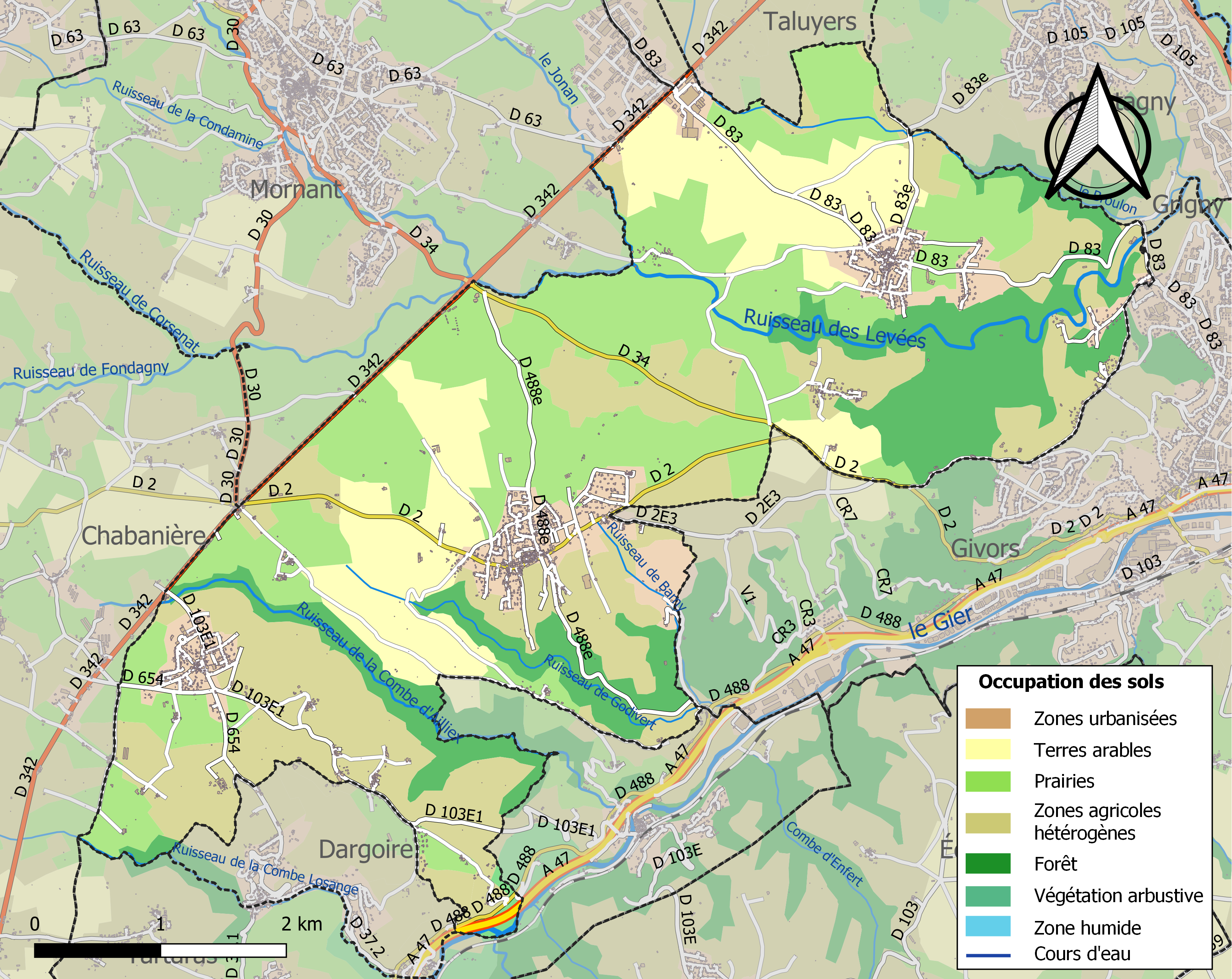
博瓦隆的OSM定位图

## 行政
博瓦隆的邮政编码为69700，INSEE市镇编码为69179。

## 政治
博瓦隆所属的省级选区为莫尔南县。

## 人口
博瓦隆于2022年1月1日时的人口数量为4198人。